# POPtical Illusion
POPtical Illusion je osmnácté studiové album velšského hudebníka a skladatele Johna Calea, vydané 14. června 2024 společností Double Six Records. Cale jej produkoval spolu se svou manažerkou Nitou Scott. Nahráno bylo v Caleově vlastním studiu v Los Angeles a vyšlo rok a půl po jeho předchůdci, desce Mercy z ledna 2023, která byla jeho prvním albem s novými písněmi po více než deseti letech. Standardní vydání obsahuje třináct písní, čtyři další byly dostupné na různých speciálních edicích.
Oproti albu Mercy, na němž se podílela řada doprovodných a hostujících hudebníků, nahrál album POPtical Illusion z převážné části sám Cale, obsluhující řadu různých nástrojů, převážně syntezátorů, se svou manažerkou Nitou Scott a dlouholetým spolupracovníkem Dustinem Boyerem. Hudba na albu je do značné míry inspirovaná hip hopem, z něhož Cale čerpá již řadu let, obsahuje však i přístupnější písně.

## Před vydáním
V lednu 2023 vydal John Cale album Mercy, první kolekci nových písní po více než deseti letech, nahranou z převážné části před pandemií covidu-19 a poté odloženou. Během pandemie napsal a nahrál ve vynucené izolaci základy pro šest až osm desítek dalších písní, z nichž by – jak uvedl ještě před vydáním Mercy – dokázal vybrat dostatek kvalitního materiálu pro další dvě alba. V červnu 2024 v rozhovoru uvedl, že písně vznikaly coby fragmenty melodií, ke kterým následně dopsal texty a nakonec se vrátil k dokončení melodií a „pokusil se, aby to všechno fungovalo“. Z desítek písní pak pro toto album vybral základní třináctku, která funguje jako celek. Nita Scott k jeho pandemické produktivitě uvedla, že „začal psát nové písně, jako by to byla jediná věc, která ho drží naživu. Myslím, že pandemie v něm něco posunula a vše se vyvalilo ven.“ V psaní dalších písní Cale v rychlém tempu pokračoval i po skončení pandemických opatření.

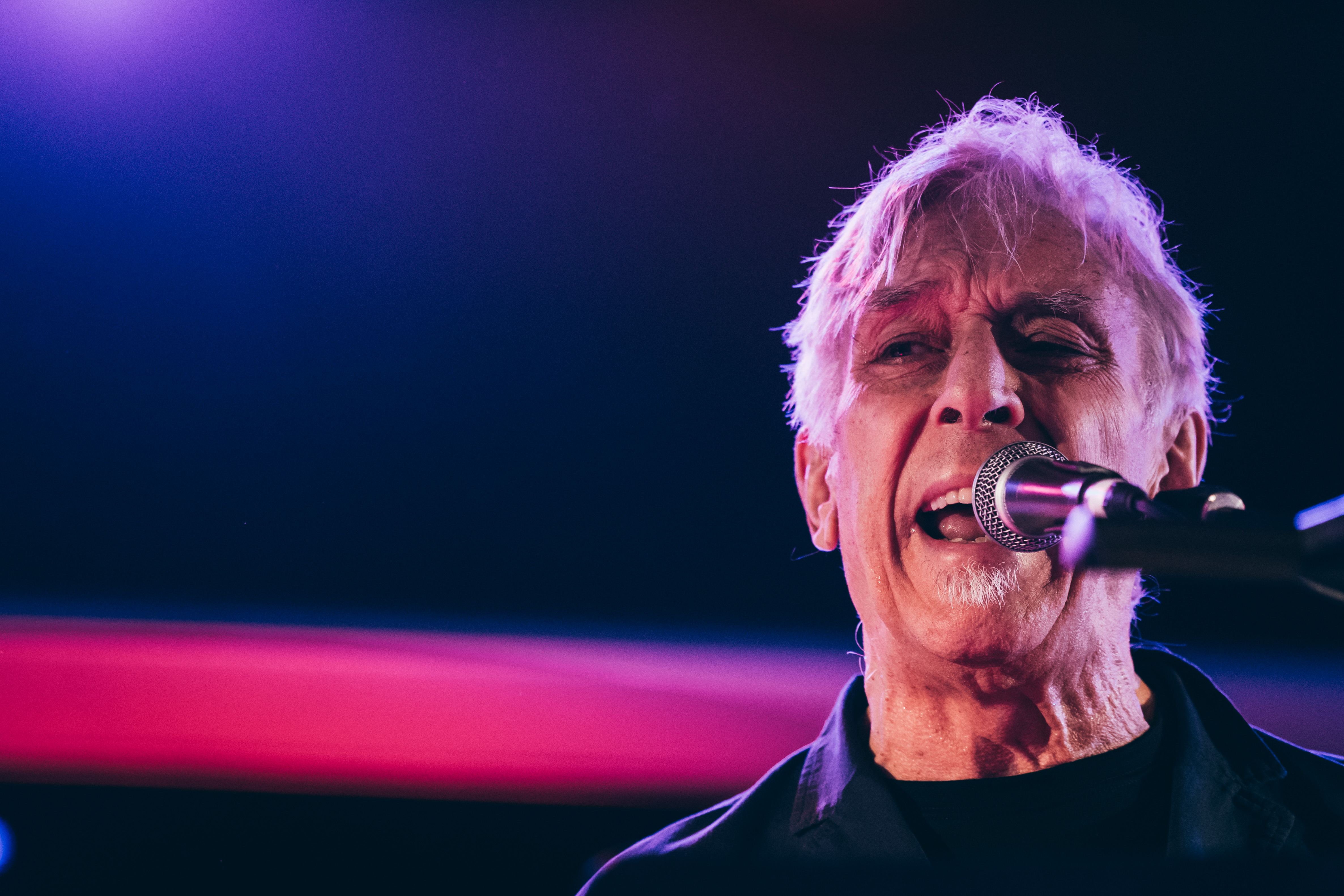
John Cale (2020)

Během roku 2023 odehrál řadu koncertů převážně v Evropě, a ve svém vlastním studiu v Los Angeles nadále pracoval na dokončování písní pro další album. Oproti albu Mercy, na němž se podílela řada doprovodných a hostujících hudebníků, nahrál album POPtical Illusion z převážné části sám Cale se svou manažerkou Nitou Scott a dlouholetým spolupracovníkem, kytaristou Dustinem Boyerem. Album produkovali John Cale a Nita Scott. Cale obsluhuje řadu rozličných nástrojů, klávesových, strunných a dalších. Bicí jsou v některých písních skutečný nástroj, jinde jsou elektronické, naprogramované počítačově. V rozhovoru Cale uvedl, že při tvorbě alba nevyužil umělou inteligenci, ale v principu proti její využití coby dodatečného nástroje nebo technika není. Zároveň dodal, že umělá inteligence by snadno dokázala napsat píseň podle nějaké jeho starší písně, ale nikoliv takové album, jaké by udělal v budoucnu.

## Vydání
Vydání alba bylo oznámeno dne 26. března 2024, kdy byl zároveň zveřejněn první singl „How We See the Light“ s doprovodným videoklipem režírovaným Pepi Ginsbergovou. Druhý singl s písní „Shark-Shark“ byl zveřejněn 8. května 2024. Videoklip režírovala Caleova dlouholetá spolupracovnice Abigail Portner. Třetí singl „Davies and Wales“ vyšel 19. srpna 2024 doprovázen videoklipem v režii Jethra Waterse.
Album POPtical Illusion vyšlo 14. června 2024 ve vydavatelství Double Six Records. Název vzešel ze soukromého vtipu mezi Calem a jeho přáteli a měl označovat – Caleovými slovy – „jakýsi bipolární pocit ohledně některých momentů, které jsou vážné, a jiných, které nejsou tak vážné, ale které vám pomohou překonat den“. Standardní vydání na kompaktním disku obsahuje třináct písní, zatímco vydání na dvojité gramofonové desce pouze dvanáct (vynechána je „All to the Good“). Gramofonová deska vyšla v standardní černé barvě, k dispozici byla také limitovaná barevná (růžový a světle modrý vinyl) verze v počtu 1000 kusů, která dále obsahovala dvě bonusové písně na přiložené 7" desce („Beethoven in the Old West“ a „News of Nicholas“). V nezávislých hudebních obchodech byl dále k dispozici oranžový vinyl rovněž s dvanácti písněmi. Všechny LP verze obsahují alternativní verzi písně „Shark-Shark“ (zároveň byl přiložen kód na stažení té standardní, stejně jako vynechané „All to the Good“). CD pro japonský trh obsahuje kromě základních třinácti dvě další písně, „Running Out“ a „Invention of Language“.
Autorem obalu alba je výtvarník Bjorn Copeland. Název alba je na přední straně uveden jako POPtical uoᴉsnllI. Speciální edice obsahuje točitý papírový objekt (Objet) s názvem POPitem z dílny Kelli Anderson. O celkový design nosičů se postaral Rob Carmichael, který pracoval již na Caleových albech Shifty Adventures in Nookie Wood (2012) a Mercy (2023). V tiskové zprávě k albu bylo zdůrazněno, že v žádném případě nejde o Mercy II, pokračování alba Mercy, ani o kolekci přebytků. POPtical Illusion je oproti temnému albu Mercy přístupnější a lehčí, což odráží právě i název a obal: zatímco obal Mercy byl temný, červeno-černý, obal POPtical Illusion je kolážovitý, barevný. Jsou na něm části Caleova obličeje, vodní hladiny, architektonické oblouky, objektiv fotoaparátu a další prvky. Cale uvedl, že byl sám překvapený, jak odlišně tato alba znějí.

## Skladby
Stejně jako u většiny Caleových písní, i zde jsou jejich texty nejednoznačné, není možné dokonale porozumět jejich smyslu. Cale v rozhovoru uvedl, že má rád „nejednoznačnost, zmatek a intriky“ a jednoznačné věci mu rychle začnou připadat nudné. Jinde řekl, že jeho písně „mají vnitřní logiku, ale také si myslím, že lidé chtějí objevovat věci sami, když je poslouchají, stejně jako když čtou báseň.“ Některé písně jsou inspirovány aktuální politickou situací, ale Cale se vyhýbá přímým protestsongům. Navzdory omezenému počtu hudebníků jsou aranžmá písní plná beatů, hluků, samplů a instrumentace, žánrově rozkročené – jak je u Calea zvykem – mezi popem a avantgardou. Cale se dlouhodobě nechává inspirovat hip hopem, používá nestandardní rytmy, a právě z hip hopu se mimo jiné naučil používat chyby, falešný zpěv a zdánlivě hloupé melodie k vytvoření nějakého konkrétního efektu. Instrumentaci z převážné části tvoří různé druhy klávesových nástrojů, samply a syntezátory.

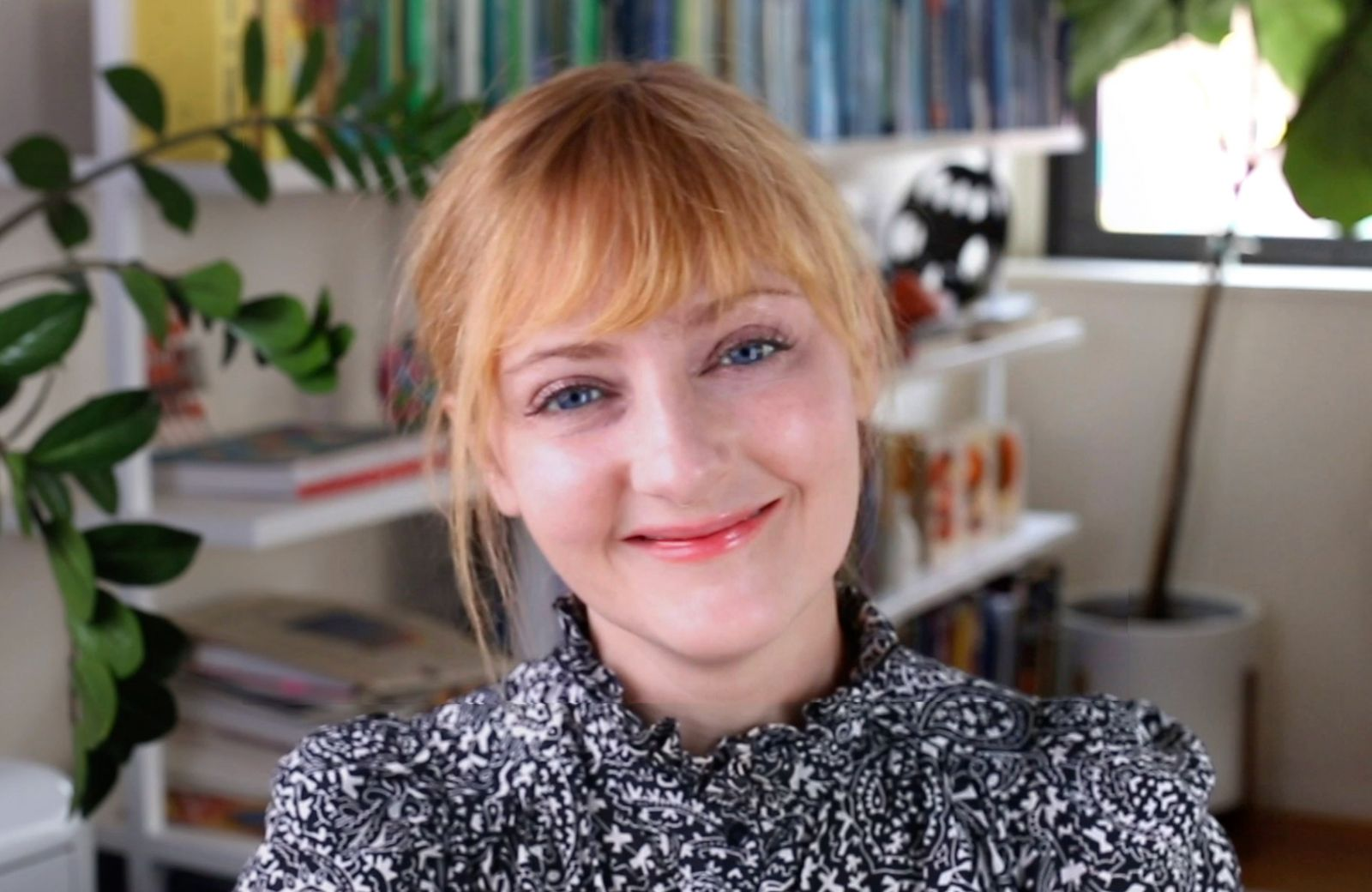
Kelli Anderson (2022), autorka točitého papírového objektu dostupného s limitovanou edicí alba

Album otevírá píseň „God Made Me Do It (don't ask me again)“ s výrazným beatem a zvuky syntezátorů. „Davies and Wales“ je popová, téměř taneční píseň, do jisté míry připomínající Caleovo populární album Paris 1919 (1973), ale v moderním duchu. Cale o písni také řekl, že je „spíše o současnosti“ než jako vzpomínka na dětství, o „vyrůstání na jednom místě a skončení na jiném“, a označil ji za humornou. V následující písni, „Calling You Out“, se tempo zpomalí. Provází ji opakovaný beat, minimalistické klávesy, akustická kytara a ženské doprovodné vokály. V „Edge of Reason“, ovlivněné trapem, Cale cituje názvy svých starších písní „Fear Is a Man's Best Friend“ (1974) a „Ready for War“ (1979). Písni „I'm Angry“ – navzdory svému názvu hudebně poklidné – dominují minimalistické varhanní tóny, v pozadí jsou slyšet elektronické zvuky a brnkání na akustickou kytaru. Několikasekundový úryvek písně byl zveřejněn již v lednu 2022 na Caleových sociálních sítích. Písni „How We See the Light“ dominuje klavír a její text podle Calea pojednává o rozdílech ve vnímání věcí různými lidmi (na příkladu světla), „ale měli byste být ochotni přijmout jiné pohledy“.
Sedmou píseň, „Company Commander“, která otevírá druhou LP desku, provází výrazný industriální bicí part a zkreslený hlas. Píseň má jasný politický nádech, Cale v ní zpívá mimo jiné o „pravičácích vypalujících své knihovny“ a ptá se, „kde jsme nad věcmi ztratili kontrolu?“, načež si odpovídá „bylo to v neděli, když do města přijel cirkus?“ V rozhovoru na vysvětlení dodal, že „jsme v cirkuse.“ Píseň „Setting Fires“ provází houpavý rytmus, zvuky syntezátorů a Caleovo sólo na elektrickou kytaru. Výrazným prvkem písně „Shark-Shark“ je jednoduchý robotický rytmus a Caleova hra na elektrickou kytaru, celkově je o hodně hlučnou píseň, do jisté míry připomínající tvorbu Caleovy kapely The Velvet Underground z šedesátých let, například písně „Sister Ray“ (1967). O minutu kratší „vinyl mix“ kytarový part neobsahuje, je mnohem jemnější. Na otázky o původu nezvyklého názvu písně „Funkball the Brewster“ Cale v rozhovorech odpovídal vyhýbavě, jednou například řekl: „Vytvořil jsem ho. Vytvořil jsem ho stejně, jako si dělám snídani.“ Píseň začíná slovy „tell me to go to hell“ („pošli mě k čertu“), provází ji repetitivní sykavé perkuse, a po pěti a půl minutách končí neartikulovaným křikem. „All to the Good“ je rychlejší píseň s mechanickým rytmem. Předposlední píseň „Laughing in My Sleep“ má opět výrazný beat, provází ji melodie elektrického piana a syntetické smyčce. Standardní verzi alba uzavírá jeho nejkratší píseň, balada „There Will Be No River“ s dominantním klavírem.

## Podpora alba
V době vydání alba Cale uvedl, že koncertování je jeho „životní míza jako umělce. A to je především důvod, proč dělám hudbu. Pokud nehraji pro lidi, nevím, co dělám a kdo jsem. Opravdu to potřebuji.“ První koncert na podporu alba byl oznámen koncem května 2024 a proběhl 7. září toho roku v Ciudad de México. Šlo o Caleovo jediné vystoupení v roce 2024. Zahrál při něm tři písně z nové desky: „How We See the Light“, „Company Commander“ a „Shark-Shark“. V červnu 2024 v rozhovoru uvedl, že se chystá na plnohodnotné turné, které začne v následujícím roce. Turné s 25 zastávkami – pojmenované podle alba POPtical Illusion Tour – bylo oznámeno 19. srpna 2024 a začne 25. února 2025 ve Francii, dále navštíví Nizozemsko, Belgii, Německo, Lucembursko, Spojené království a Irsko, kde se 31. března uzavře.

## Kritika

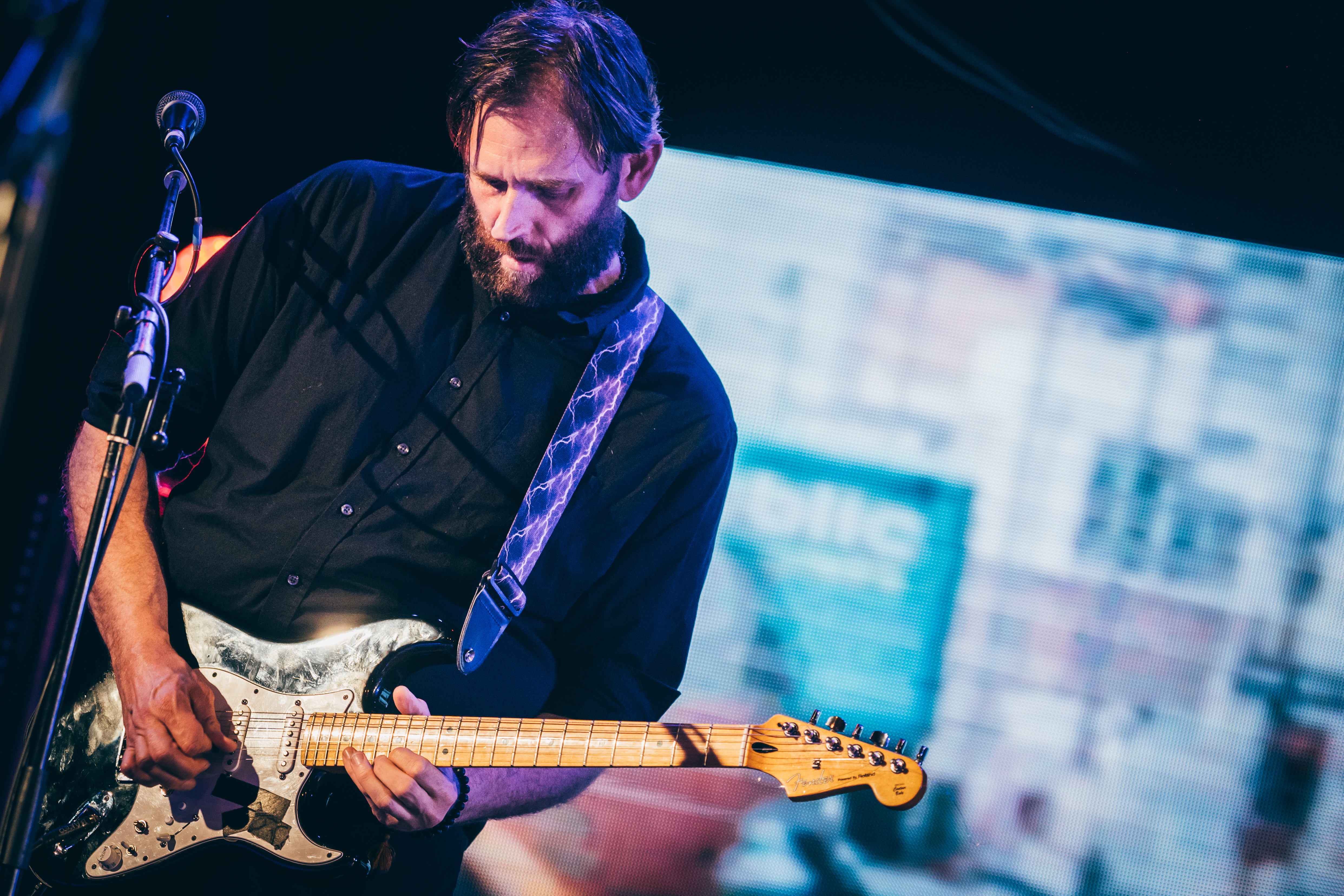
Dustin Boyer (2020)

Novinář Rob Sheffield z časopisu Rolling Stone album ve své recenzi uvedl slovy „po šesti desetiletích svého působení vytvořil avantgardní rocker album plné svěžího soustředění a naléhavosti,“ načež dodal, že navzdory tomu, že je album „plné ponurých písní o planetě v plamenech, je zároveň plné hravé energie, mísící syntezátory a kytary s elektronickými beaty.“ Victoria Segal ve své recenzi pro časopis Mojo uvedla, že navzdory faktu, že Cale album nahrál téměř celé sám, není z něho cítit taková osamělost jako z Mercy, na němž se podílela dlouhá řada hostů.
Ross Horton desku pro web MusicOMH označil za „stejně konzistentní a soudržnou jako cokoli, co [Cale] kdy vytvořil“ a zároveň za „fantastický úvod do jeho sólové hudby pro lidi, kteří se ještě neodvážili.“
Mark Deming desku ve své recenzi pro server AllMusic chválil a uvedl mimo jiné, že „ve 82 letech je Caleova hudba svěží a současná způsobem, jaký jen málokdo z jeho vrstevníků zvládne“ a vyzdvihoval také velmi dobrou kondici jeho hlasu.

### Hitparády a žebříčky
Album se umístilo v několika hitparádách, nejlépe v britské nezávislé (Official Charts Company), kde dosáhlo desáté příčky, ve skotské hitparádě pak sedmadvacáté. V britském žebříčku prodejnosti se dostalo na 32. místo, v žebříčku stahování skončilo až na 80. V rakouské čtyřicítce (Ö3 Austria) se umístilo na 38. místě, v německé stovce (GfK Entertainment-Charts) na 45., ve Švýcarsku (Schweizer Hitparade) na 78., v Belgii (Ultratop) na 79. (Vlámsko), resp. 129. (Valonsko), ve Španělsku (Promusicae) na 91. a v Portugalsku (AFP) na 145. Ve všech hitparádách strávilo pouze jediný týden, s výjimkou vlámské, kde se ve druhém týdnu z původní 79. pozice propadlo na 189.
Britský časopis Uncut album zařadil na 21. místo žebříčku 80 nejlepších alb roku, Mojo pak na 28. místo 75 nejlepších alb roku. Americký Rolling Stone jej mezi 100 nejlepšími alby zařadil na 57. příčku.

## Seznam skladeb
Autorem všech skladeb je John Cale.

### Kompaktní disk
| Základní verze | Základní verze                         | Základní verze |
| Pořadí         | Název                                  | Délka          |
| -------------- | -------------------------------------- | -------------- |
| 1.             | God Made Me Do It (don't ask me again) | 4:48           |
| 2.             | Davies and Wales                       | 4:15           |
| 3.             | Calling You Out                        | 4:49           |
| 4.             | Edge of Reason                         | 5:23           |
| 5.             | I'm Angry                              | 5:25           |
| 6.             | How We See the Light                   | 4:45           |
| 7.             | Company Commander                      | 4:07           |
| 8.             | Setting Fires                          | 5:40           |
| 9.             | Shark-Shark                            | 5:00           |
| 10.            | Funkball the Brewster                  | 5:34           |
| 11.            | All to the Good                        | 4:30           |
| 12.            | Laughing in My Sleep                   | 5:34           |
| 13.            | There Will Be No River                 | 3:58           |
| Celková délka: | Celková délka:                         | 63:59          |

| Bonusy na japonském vydání | Bonusy na japonském vydání | Bonusy na japonském vydání |
| Pořadí                     | Název                      | Délka                      |
| -------------------------- | -------------------------- | -------------------------- |
| 14.                        | Running Out                | 4:15                       |
| 15.                        | Invention of Language      | 5:38                       |

### Gramofonová deska
| Strana 1 | Strana 1                               | Strana 1 |
| Pořadí   | Název                                  | Délka    |
| -------- | -------------------------------------- | -------- |
| 1.       | God Made Me Do It (don't ask me again) | 4:48     |
| 2.       | Davies and Wales                       | 4:15     |
| 3.       | Calling You Out                        | 4:49     |

| Strana 2 | Strana 2             | Strana 2 |
| Pořadí   | Název                | Délka    |
| -------- | -------------------- | -------- |
| 4.       | Edge of Reason       | 5:23     |
| 5.       | I'm Angry            | 5:25     |
| 6.       | How We See the Light | 4:45     |

| Strana 3 | Strana 3                | Strana 3 |
| Pořadí   | Název                   | Délka    |
| -------- | ----------------------- | -------- |
| 7.       | Company Commander       | 4:07     |
| 8.       | Setting Fires           | 5:40     |
| 9.       | Shark-Shark (vinyl mix) | 4:05     |

| Strana 4 | Strana 4               | Strana 4 |
| Pořadí   | Název                  | Délka    |
| -------- | ---------------------- | -------- |
| 10.      | Funkball the Brewster  | 5:34     |
| 11.      | Laughing in My Sleep   | 5:45     |
| 12.      | There Will Be No River | 3:58     |

| Bonusová 7" deska | Bonusová 7" deska         | Bonusová 7" deska |
| Pořadí            | Název                     | Délka             |
| ----------------- | ------------------------- | ----------------- |
| 13.               | Beethoven in the Old West | 6:08              |
| 14.               | News of Nicholas          | 4:25              |

## Obsazení

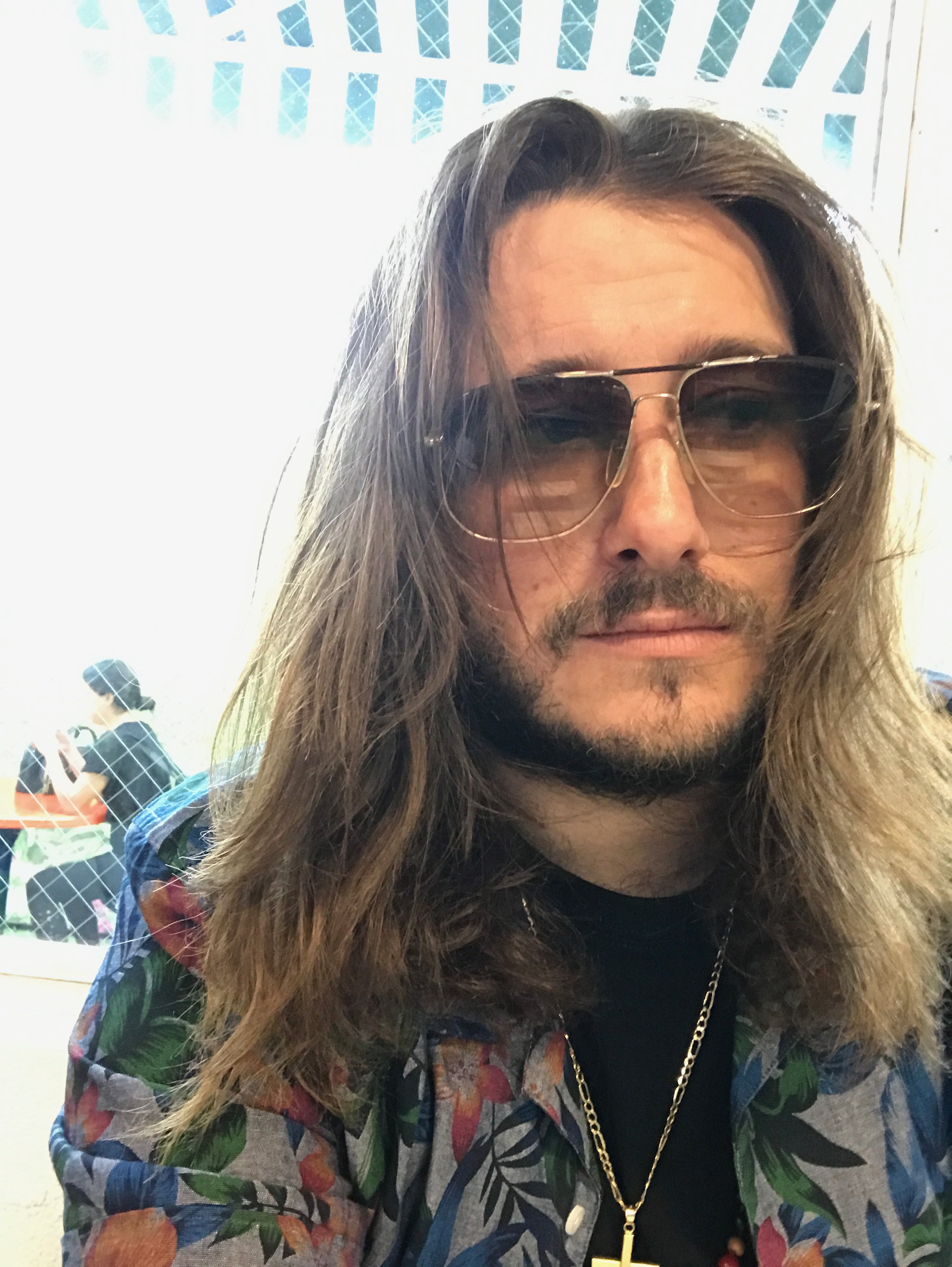
Justin Raisen (2018), který mixoval několik písní z alba

Písně jsou číslovány podle vydání na CD (včetně japonských bonusů). Pod číslem 9 je níže uvedené obsazení ke standardní (CD) verzi písně „Shark-Shark“. Verze téže písně vydaná na gramofonové desce („vinyl mix“) má částečně jiné nástrojové obsazení a je zde označena znakem #.
Dvě bonusové písně dostupné na limitované 7" desce nemají v bookletu uvedené nástrojové obsazení.

### Hudebníci
- John Cale – zpěv (1–15, #), syntezátory (1–15, #), klávesy (15), elektrické klávesy (11), klavír (1, 2, 6, 13–14), elektrické piano (12), varhany (2–5, 9–10, #), basové varhany (13), kytara (9), kytarové sólo (8), rozladěná elektrická kytara (14), basy/baskytara (1–3, 6–10, 12, 15, #), bezpražcová baskytara (4), sampler (7, 10, 13, #), SampleTron (9), hluky (7–8, #), perkuse (14), bicí (1–4, 6–12, 14–15, #), smyčce (15)
- Dustin Boyer – kytara (1–3, 6–7, 9, 15, #), akustická kytara (5), hluky (7)
- Nita Scott – programování (4), programování bicích (7), sampler (10), samply (4, 12), syntezátory (15), klávesy (4, 7, 12), hluky (10), bicí (10, 12), basy (11, 14), doprovodné vokály (3, 15)

### Technická podpora
- John Cale – produkce
- Nita Scott – produkce
- Dustin Boyer – nahrávání (1–15)
- Mikaelin „Blue“ BlueSpruce – mixing (2, 5–8, 10–13)
- Seven Davis Jr. – mixing (1, 3–4, #)
- Justin Raisen – mixing (9, 14–15)
- Mike Bozzi – mastering
- Bjorn Copeland – obal
- Kelli Anderson – obal
- Rob Carmichael – design